# Ordre public en droit français
Pour un article plus général, voir Ordre public.
L'ordre public est l'état social caractérisé par la paix, la sécurité publique et la sûreté. Il est du ressort en France du ministère de l'Intérieur.
En droit administratif français, l'ordre public est l'état social idéal serait caractérisé par « le bon ordre, la sécurité, la salubrité et la tranquillité publiques », la moralité publique (depuis l'arrêt CE, 1959, Les Films Lutetia) et la « dignité de la personne humaine » (depuis l'arrêt CE, 1995, Commune de Morsang-sur-Orge). La tâche donnée notamment à la police administrative est de prévenir les troubles à l'ordre public.

## Trouble à l'ordre public
Le trouble à l'ordre public est l'atteinte significative à la paix publique.
Si la notion est évidente lorsque le trouble provoque un danger ou une restriction des libertés des autres citoyens, elle est beaucoup plus floue lorsqu'il s'agit d'une nuisance à la quiétude.
Il peut s'agir :
- du fait d'une personne seule, qui commet des actes ou tient des paroles déplacées (ivresse publique et manifeste, exhibitionnisme), (tapage diurne, tapage nocturne) ;
- d'actes collectifs, comme des manifestations ou des émeutes et, plus particulièrement en droit français d'attroupements (art 431-3 du Code Pénal). Il s'agit d'apprécier au cas par cas dans quelle mesure la manifestation est éligible au droit de réunion en donnant ou non un "permis de manifester"

Seule l'autorité civile[Qui ?], est habilitée à décider du moment où l'on peut considérer que le trouble à l'ordre public est atteint.
En France, la Police et la Gendarmerie nationales sont utilisées pour le maintien et/ou du rétablissement de l'ordre public. Certaines unités sont même spécialisées dans cette fonction comme les CRS, les compagnies de sécurisation et la gendarmerie mobile.

## Norme d'ordre public
Une norme d'ordre public est une règle impérative que les parties ne peuvent écarter et qui répond à des exigences fondamentales ou à des intérêts primordiaux. Par exemple, malgré le principe de la liberté contractuelle, les contrats sont soumis à certaines règles que les contractants, même s'ils sont d'accord entre eux, ne peuvent écarter. Une règle d'ordre public peut être invoquée par un juge dans le règlement d'un litige, même si aucune des deux parties ne l'a invoquée.
Ce caractère d'ordre public d'une règle de droit doit être prononcé explicitement, soit par le législateur, soit par le juge.
Aux termes de l'article 6 du code civil, « On ne peut déroger, par des conventions particulières, aux lois qui intéressent l'ordre public et les bonnes mœurs ».